# Secretaría de Recursos Naturales y Ambiente (Honduras)
La Secretaría de Recursos Naturales y Ambiente  (SERNA) de la República de Honduras, es el organismo público encargado de la formulación, coordinación y evaluación de las políticas relacionadas con la protección y aprovechamiento de los recursos hídricos, las fuentes nuevas y renovables de energía todo lo relativo a la generación y transmisión de energía hidroeléctrica y geotérmica, la actividad minera y a la exploración y explotación de hidrocarburos, lo concerniente a la coordinación y evaluación de las políticas relacionadas con el ambiente, los ecosistemas, el Sistema Nacional de Áreas Protegidas de Honduras (SINAPH), la protección de la flora y la fauna, y los servicios de investigación y control de la contaminación en todas sus formas.
Anteriormente se denominó como Secretaría de Ambiente (SEDA). Luego, el 30 de noviembre de 1999 se crear mediante Decreto n.º 218-96 la Secretaría de Recursos Naturales y Ambiente (SERNA).

## Estructura
- Ministro actual: Lucky Medina[2]
- Viceministros: Jorge Salaverri, Malcolm Stufkens,[3][4]
- Sedes departamentales:
- Regional Choluteca, Choluteca;
- Regional en La Ceiba, Atlántida;
- Regional en Santa Rosa de Copán, Copán;
- Regional en Danlí, El Paraíso;
- Regional en Comayagua, Comayagua;
- Regional en San Pedro Sula, Cortés;
- Regional en Juticalpa, Olancho.